# Nena Danevic
Nena Danevic (geb. vor 1981) ist eine US-amerikanische Filmeditorin. Bekannt wurde sie durch zwei Kinofilme der 1980er Jahre, Amadeus und Valmont.

## Leben und Karriere
Nena Danevic sammelte 1981 erste Erfahrungen im Bereich Filmschnitt bei Miloš Formans Musikdrama Ragtime, als Teil des US-amerikanischen Editoren-Teams um Stanley Warnow. Für Formans Mozart-Biografie Amadeus erhielt sie 1985 zusammen mit Michael Chandler eine Oscar-Nominierung in der Kategorie Bester Schnitt. 1989 arbeitete sie erneut für Miloš Forman bei dessen romantischem Drama Valmont.

## Auszeichnungen
- 1985: American Cinema Editors Award in der Kategorie Bester Schnitt für Amadeus zusammen mit Michael Chandler
- 1985: Oscar-Nominierung in der Kategorie Bester Schnitt bei der Verleihung 1985 für Amadeus zusammen mit Michael Chandler
- 1986: British Academy Film Award in der Kategorie Bester Schnitt für Amadeus zusammen mit Michael Chandler

## Filmografie
- 1981: Ragtime
- 1984: Amadeus
- 1989: Valmont